# Chutikarn Pholchai
Chutikarn Pholchai (taj.: ชุติกาญจน์ พลไชย; ur. 6 maja 1994 w Tajlandii) – tajska siatkarka grająca jako rozgrywająca. Obecnie występuje w drużynie Chang Bangkok.